# Blanchefontaine (Belgique)
Pour l’article homonyme, voir Blanchefontaine.
Blanchefontaine est un hameau à l'est du village de Petit-Thier dans la province de Luxembourg, en Belgique. Avec Petit-Thier il fait aujourd'hui prtie de la  commune et ville de Vielsalm située en Région wallonne.

## Géographie
Blanchefontaine est bordé à l’ouest par le village de Petit-Thier. Traversé par un ruisseau qui se jette dans la Salm, il est en bordure des cantons germanophones de la province de Liège. 

## Histoire
Le 12 mars 1847, Blanchefontaine fusionne avec d’autres localités pour former la commune de Petit-Thier, intégrée depuis la fusion des communes de 1977 à celle de Vielsalm.